# Duplachionaspis sicula
Duplachionaspis sicula är en insektsart som först beskrevs av Lupo 1938.  Duplachionaspis sicula ingår i släktet Duplachionaspis och familjen pansarsköldlöss. Inga underarter finns listade i Catalogue of Life.